# Плужне (Росія)
Плу́жне (рос. Плужное, ерз. Плужное) — село у складі Краснослободського району Мордовії, Росія. Входить до складу Гуменського сільського поселення.
Населення — 487 осіб (2010; 532 у 2002).
Національний склад (станом на 2002 рік):
- росіяни — 94 %